# Jean Brochard
Jean Brochard fue un actor francés, nacido el 12 de marzo de 1893 en Nantes, donde murió el 17 de junio de 1972.

## Biografía
Jean Brochard está con su hermano Marcelo, y el productor Léo Joannon, uno de los fundadores de Boulogne Studios en Boulogne-Billancourt, Marcel Brochard se convertirá en el gerente general.

## Filmografía
- 1932: Il a été perdu une mariée de Léo Joannon
- 1933: La Femme invisible de Georges Lacombe
- 1933: Boubouroche de André Hugon - moyen métrage
- 1933: Son autre amour de Constant Rémy et Alfred Machard
- 1933: La Tête d'un homme de Julien Duvivier : Petit rôle
- 1934: Une femme chipée de Pierre Colombier
- 1934: Minuit, place Pigalle de Roger Richebé
- 1935: Le Secret de l'émeraude de Maurice de Canonge : le sergent Irving
- 1935: Jonny, haute-couture de Serge de Poligny
- 1935: Le Diable en bouteille de Heinz Hilpert et Reinhart Steinbicker
- 1935: Et moi j'te dis qu'elle t'a fait d'l'œil de Jack Forrester
- 1935: Les Époux scandaleux de Georges Lacombe : un ouvrier
- 1935: Un soir de bombe de Maurice de Canonge
- 1936: Inspecteur Grey de Maurice de Canonge : l'inspecteur Poussin
- 1936: Bach détective de René Pujol : le voyageur indisposé
- 1936: À nous deux, madame la vie de Yves Mirande et René Guissart
- 1936: À minuit, le 7 de Maurice de Canonge : l'inspecteur Belenfant
- 1936: Tout va très bien madame la marquise de Henry Wulschleger
- 1936: La Mystérieuse Lady de Robert Péguy
- 1937: Vous n'avez rien à déclarer ? de Léo Joannon : le balayeur
- 1937: Ramuntcho de René Barberis : Boulinguet
- 1937: Monsieur Breloque a disparu de Robert Péguy
- 1937: Forfaiture de Marcel L'Herbier : Félicien
- 1937: La Treizième enquête de Grey de Pierre Maudru : l'inspecteur Poussin
- 1937: Ma petite marquise de Robert Péguy : Godard
- 1937: Rendez-vous Champs-Élysées de Jacques Houssin : un agent
- 1937: J'accuse de Abel Gance
- 1938: Les Deux combinards de Jacques Houssin
- 1938: Vidocq de Jacques Daroy : Fanfan, le forçat repenti
- 1938: La Piste du sud de Pierre Billon : l'adjudant Soulier
- 1938: Frères corses de Géo Kelber : le gendarme
- 1938: Le Capitaine Benoît de Maurice de Canonge : Mercadier
- 1939: Quartier sans soleil (Quartier interlope) de Dimitri Kirsanoff - Auguste
- 1939: La Loi du nord ou La Piste du nord de Jacques Feyder : Urghard
- 1939: L'Esclave blanche de Marc Sorkin : un ouvrier
- 1939: Bach en correctionnelle de Henry Wulschleger : l'agent de police
- 1939: Raphaël le tatoué de Christian-Jaque : le commissaire
- 1939: Entente cordiale de Marcel L'Herbier : Valet
- 1939: Nord-Atlantique de Maurice Cloche : Dauphin, le patron
- 1939: La Tradition de minuit de Roger Richebé : le commissaire
- 1939: Berlingot et compagnie de Fernand Rivers : le directeur de l'asile
- 1939: Dernière Jeunesse (Ultima giovinezza) de Jeff Musso : le patron du restaurant
- 1939: Pièges de Robert Siodmak : le speaker
- 1940: Miquette de Jean Boyer
- 1940: Paradis perdu de Abel Gance : un soldat
- 1941: L'Enfer des anges de Christian-Jaque : M. Petitot, le philatéliste
- 1941: Espoirs de Willy Rozier
- 1941: L'Acrobate de Jean Boyer : le commissaire
- 1941: Premier bal de Christian-Jaque : Thomas
- 1941: L'Assassinat du Père Noël de Christian-Jaque : Ricomet
- 1942: Caprices de Léo Joannon : le père
- 1942: Le journal tombe à cinq heures de Georges Lacombe : Meulon
- 1943: Les Roquevillard de Jean Dréville : Philippeaux
- 1943: Le Corbeau de Henri-Georges Clouzot : Bonnevie, le trésorier de l'hôpital
- 1943: L'Homme de Londres de Henri Decoin : l'inspecteur Mollison
- 1943: Voyage sans espoir de Christian-Jaque : l'inspecteur Chapelin
- 1944: Le Voyageur sans bagages de Jean Anouilh : Marcel Berthier
- 1944: Cécile est morte de Maurice Tourneur : Dandurand
- 1944: La Collection Ménard de Bernard-Roland : le guide
- 1944: Coup de tête de René Le Hénaff : Boussac
- 1945: Vingt-quatre heures de perm' de Maurice Cloche : Le caporal
- 1945: Carmen de Christian-Jaque : Lillas-Pastia
- 1945: Documents secrets de Léo Joannon
- 1945: La Grande Meute de Jean de Limur : maître Marvault
- 1945: Boule de suif de Christian-Jaque : Auguste Loiseau
- 1945: Le Jugement dernier de René Chanas : Svodoba
- 1945: Bernard père et fils - cortometraje - deAlbert Guyot
- 1946: Jericho de Henri Calef : Michaud
- 1946: Un revenant de Christian-Jaque : Jérôme Nisard
- 1947:  Quai des Orfèvres, film d’Henri-Georges Clouzot : silhouette dans le commissariat
- 1947: Le Bateau à soupe de Maurice Gleize : le recruteur
- 1947: Les Chouans de Henri Calef : Marche à terre
- 1947: La Femme en rouge de Louis Cuny : le commissaire
- 1947: La Maison sous la mer de Henri Calef : Quoniam
- 1948: La Dame d'onze heures de Jean-Devaivre : le juge d'instruction
- 1948: La Carcasse et le Tord-cou de René Chanas - maître Souquet
- 1948: Clochemerle de Pierre Chenal : Piéchut
- 1948: Bagarres de Henri Calef : Rabasse
- 1949: Rapide de nuit de Marcel Blistène - l'inspecteur Verdier
- 1949: Cinq Tulipes rouges de Jean Stelli : l'inspecteur-chef Honoré Ricoul
- 1949: Barry de Richard Pottier : Philémon Cavazza
- 1949: Mademoiselle de La Ferté de Roger Dallier : monsieur Larald
- 1949: Vient de paraître de Jacques Houssin : Brégaillon
- 1949: Retour à la vie (segment 3 : Le Retour de Jean) d'Henri-Georges Clouzot : l'hôtelier
- 1949: Millionnaires d'un jour d'André Hunebelle : Pierre Berger
- 1950: Envoi de fleurs de Jean Stelli : Hippolyte
- 1950: Rendez-vous avec la chance de Emil-Edwin Reinert : M. Gauffre
- 1950: Dieu a besoin des hommes de Jean Delannoy : l'abbé Kerhervé, le recteur de Lescoff
- 1951: Tapage nocturne de Marc-Gilbert Sauvajon : Frédéric Varescot
- 1951: Sous le ciel de Paris (Sous le ciel de Paris coule la Seine) de Julien Duvivier : Jules Hermenault
- 1951: Knock de Guy Lefranc : docteur Albert Parpalaid
- 1951: Passion de Georges Lampin : le directeur de la prison
- 1951: Le Voyage en Amérique de Henri Lavorel : le maire
- 1951: Alice au pays des merveilles (Alice in wonderland)- de Clyde Géronimi, Wilfried Jackson et Hamilton Luske : Le Chapelier Fou
- 1952: La Forêt de l'adieu de Ralph Habib : Queyrian
- 1952: Monsieur Taxi de André Hunebelle : Léon, le gendarme
- 1952: Ce soir on joue Macbeth (Le Rideau rouge) de André Barsacq : l'inspecteur en chef
- 1953: Des quintuplés au pensionnat de René Jayet : Florentin
- 1953: Capitaine Pantoufle de Guy Lefranc : M. Lesurpied
- 1953: Les Inutiles (I Vitelloni) de Federico Fellini: Il signore Francesco Moretti, padre di Fausto
- 1953: La Dame aux camélias de Raymond Bernard : le notaire
- 1954: Piédalu député de Jean Loubignac : Coldagneau
- 1954: Les Amoureux de Marianne (Amoureux de Marianne) de Jean Stelli : Jean Berton
- 1955: Les Diaboliques de Henri-Georges Clouzot : Plantiveau, le concierge
- 1955: L'Impossible Monsieur Pipelet de André Hunebelle : M. Richet, le propriétaire de l'immeuble
- 1955: La Môme Pigalle de Alfred Rode : le commissaire Alphandri
- 1955: Le Secret de sœur Angèle de Léo Joannon : le speaker
- 1956: Treize à table de André Hunebelle : Dr. Pelourzat
- 1956: Les Mains liées de Aloysius Vachet, Roland Quignon et Paul Vandenberghe : Dr. Diriart
- 1956: Je reviendrai à Kandara de Victor Vicas : le juge d'instruction
- 1956: Quatre pas dans les nuages (Sous le ciel de Provence) de Mario Soldati : le voyageur de commerce
- 1957: Ah ! Quelle équipe de Roland Quignon : le prêtre
- 1957: Les Violents d'Henri Calef : Bernard Chartrain
- 1957: Les Espions de Henri-Georges Clouzot : le surveillant-général
- 1957: Paris Music Hall de Stany Cordier
- 1957: Pot-Bouille de Julien Duvivier : Duveyrier
- 1958: Rafles sur la ville de Pierre Chenal : le commissaire divisionnaire Brevet, de la PJ
- 1958: La loi, c'est la loi (La Legge è legge) de Christian-Jaque : le député
- 1958: Énigme aux Folies Bergère de Jean Mitry
- 1959: La Bête à l'affût de Pierre Chenal : le commissaire François
- 1959: À pleines mains de Maurice Regamey
- 1959: Mademoiselle Ange (Ein Engel auf Erden) de Geza Radvanyi : le père de Line
- 1959: Le Chemin des écoliers de Michel Boisrond : Coutellier

## Televisión
- 1960: Le drame des poisons (TV La cámara explora el episodio 13 del tiempo) por Stellio Lorenzi
- 1966: Le Vampire de Bougival (TV) de Philippe Ducrest

## Teatro
- 1935: L'Énigmatique Gentleman de Charles Morgan, escenografía Alfred Gragnon, théâtre des Capucines
- 1936: Les Trois Nuits de Saïgon de Alfred Gragnon, théâtre des Capucines
- 1936: L'homme qu'on attendait de Alfred Gragnon y Raymond Dany, théâtre des Capucines
- 1936: La Treizième Enquête de Grey de Alfred Gragnon y Derive, escenografía Fernand Mailly, théâtre des Capucines
- 1937: Le Crime du boulevard Haussmann de Georges Vaxelaire, escenografía Fernand Mailly, théâtre des Capucines
- 1941: Échec à Don Juan de Claude-André Puget, escenografía Alice Cocea, théâtre des Ambassadeurs
- 1942: Père de Édouard Bourdet, théâtre de la Michodière
- 1944: Le Portier du paradis d'Eugène Gerber, escenografía Henri Beaulieu, théâtre Pigalle
- 1944: Le Dîner de famille de Jean Bernard-Luc, escenografía Jean Wall, théâtre de la Michodière
- 1947: Savez-vous planter les choux ? de Marcel Achard, escenografía Pierre Fresnay, théâtre de la Michodière
- 1949: Miss Mabel de R.C. Sherriff, mise en scène Jean Mercure, théâtre Saint-Georges
- 1950: Ce soir à Samarcande de Jacques Deval, escenografía Jean Darcante, théâtre de la Renaissance
- 1952: Many d'Alfred Adam, escenografía Pierre Dux, théâtre Gramont
- 1952: Tartempion de Marcel E. Grancher y Frédéric Dard, escenografía Jean Le Poulain, théâtre des Noctambules
- 1953: Le Ravageur de Gabriel Chevallier, escenografía Alfred Pasquali, théâtre des Bouffes-Parisiens
- 1954: Bel-Ami de Frédéric Dard desde Guy de Maupassant, escenografía Jean Darcante, théâtre des Célestins
- 1954: La main passe de Georges Feydeau, escenografía Jean Meyer, théâtre Antoine
- 1955: La main passe de Georges Feydeau, mise en scène Jean Meyer, théâtre des Célestins
- 1956: Le Miroir d'Armand Salacrou, mise en scène Henri Rollán, théâtre des Ambassadeurs
- 1958: Plainte contre inconnu de Georges Neveux, escenografía José Quaglio, théâtre du Vieux-Colombier